# Kyle Farnsworth
Kyle Lynn Farnsworth (né le 14 avril 1976 à Wichita, Kansas, États-Unis), est un ancien lanceur de relève droitier au baseball qui jouait en Ligue majeure de baseball entre 1999 et 2014.

## Carrière

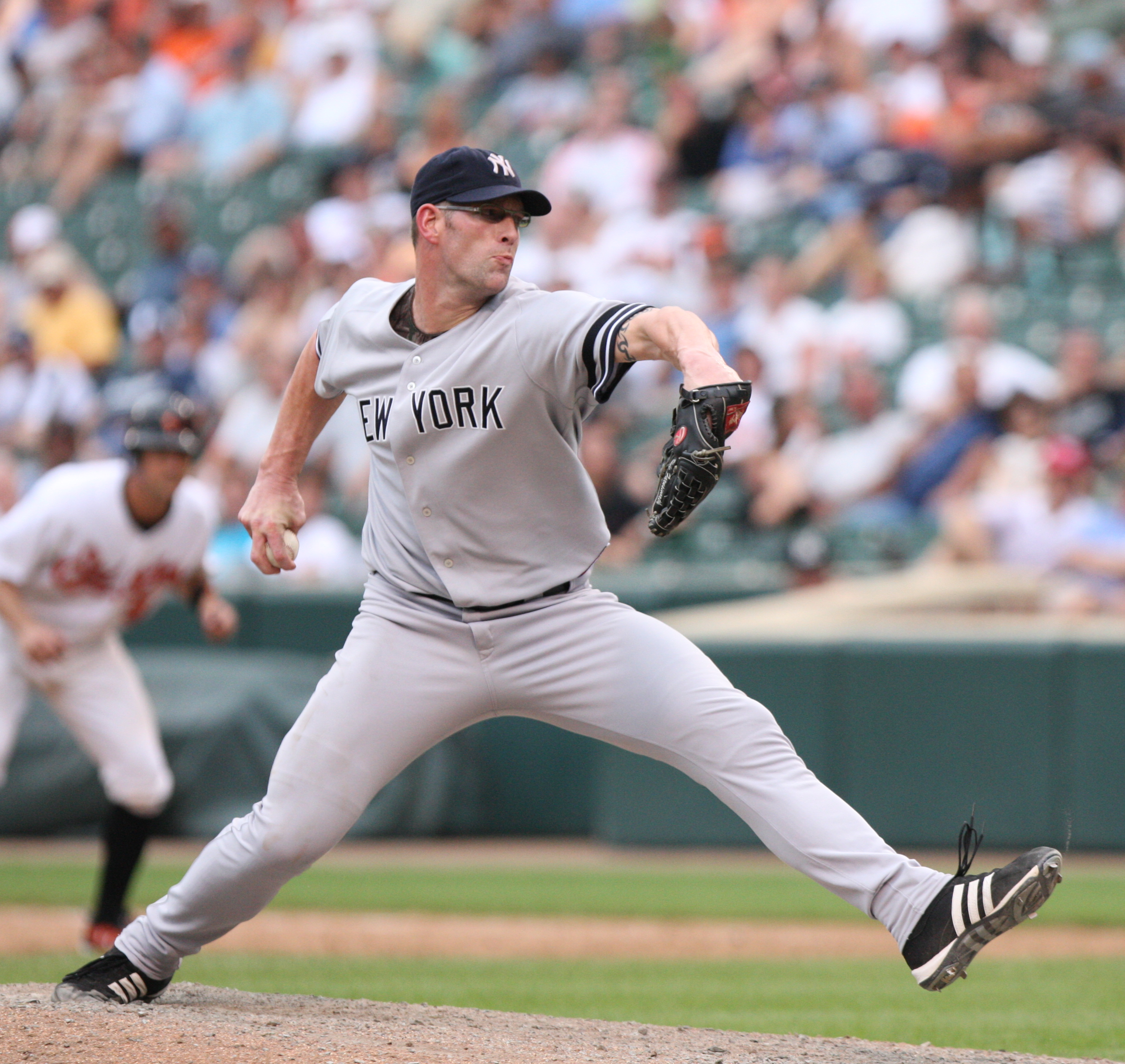
Kyle Farnsworth lançant en 2007 pour les Yankees de New York.

Kyle Farnsworth porte les couleurs de son lycée, le Milton High School à Milton (Géorgie), avec les équipes de basket-ball, football américain et baseball[réf. nécessaire].
Il est repêché dès la fin de ses études secondaires, le 2 juin 1994 par les Cubs de Chicago. Il signe finalement le 12 mai 1995 après avoir suivi une année de cours universitaires au Abraham Baldwin Agricultural College. 
Après quatre saisons en Ligues mineures, il débute en Ligue majeure le 29 avril 1999.
Farnsworth est transféré le 9 février 2005 chez les Tigers de Détroit à l'occasion d'un échange impliquant plusieurs joueurs. Nouveau transfert le 31 juillet 2005. Il est échangé aux Braves d'Atlanta contre Román Colón et Zach Miner. 
Devenu agent libre au terme de la saison 2005, il s'engage avec les Yankees de New York le 5 décembre 2005.
Retour chez les Tigers le 30 juillet 2008 à la suite d'un échange contre Ivan Rodriguez. 
À nouveau agent libre, il signe chez les Royals de Kansas City le 13 décembre 2008. Il s'engage pour deux saisons contre 9,25 millions de dollars.

### Braves d'Atlanta
Le 31 juillet 2010, Farnsworth et le voltigeur Rick Ankiel sont échangés aux Braves d'Atlanta en retour du voltigeur Gregor Blanco, du lanceur droitier Jesse Chavez et du lanceur gaucher Tim Collins. Il perd deux matchs de saison régulière pour Atlanta en seconde moitié de saison et affiche une moyenne plutôt élevée de 5,40 points mérités par partie en 20 manches au monticule. Sa fiche victoires-défaites pour l'année est de 3-2 pour Kansas City et Atlanta avec une moyenne de points mérités de 3,34 en 64 manches et deux tiers lancées lors de 60 sorties comme lanceur de relève.
Il est le lanceur gagnant dans la seule victoire des Braves en séries éliminatoires de 2010. Ceux-ci sont éliminés dès la Série de divisions par les futurs champions du monde, les Giants de San Francisco. Farnsworth reçoit la victoire dans le second affrontement entre les deux équipes, dans la victoire de 5-4 des Braves en 12 manches de jeu.

### Rays de Tampa Bay

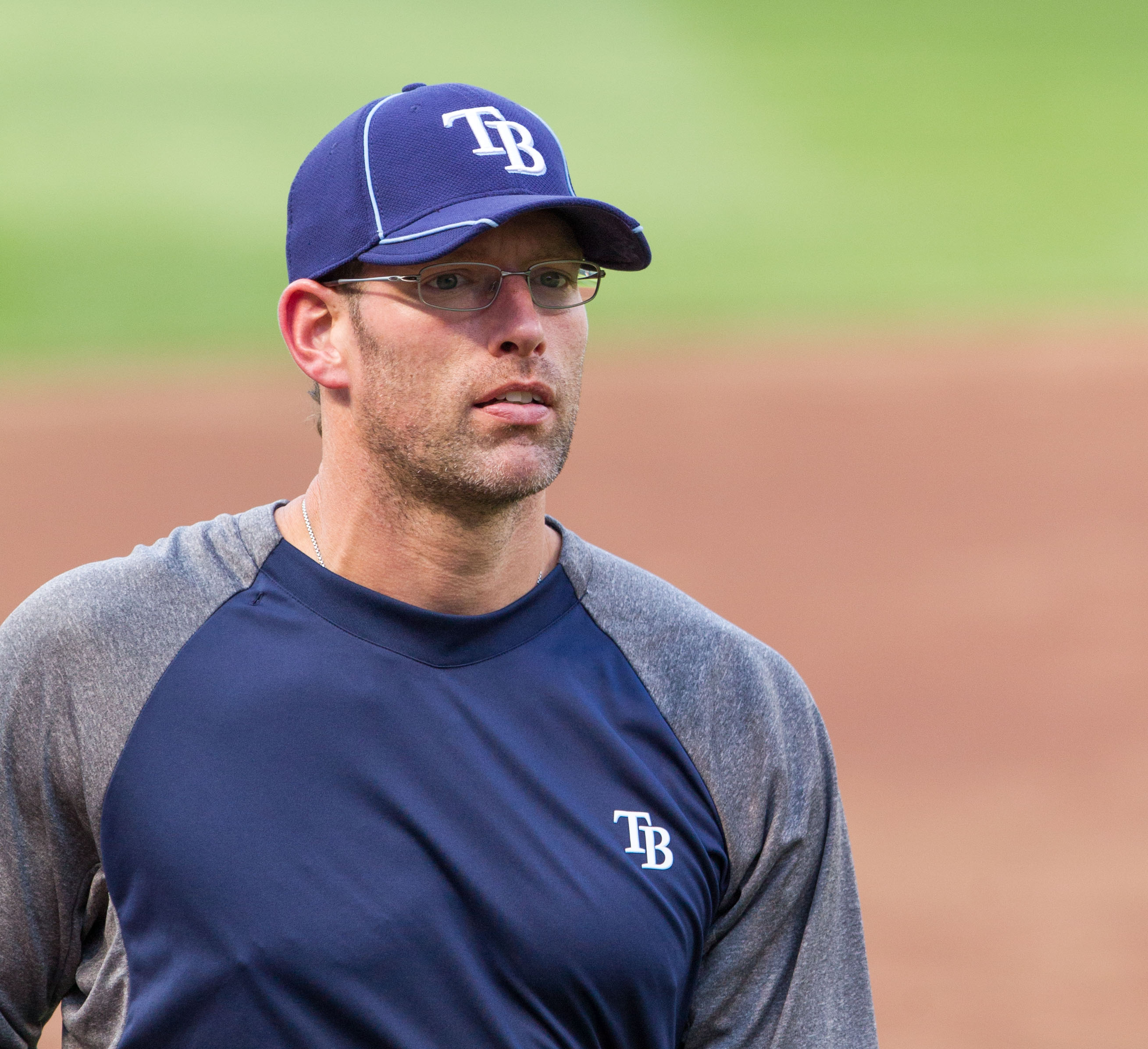
Kyle Farnsworth en 2012 chez les Rays de Tampa Bay.

Après avoir perdu le stoppeur Rafael Soriano sur le marché des agents libres, celui-ci signant chez les Yankees de New York, les Rays se tournent en 2011 vers Farnsworth, qui accepte le contrat proposé de 3,25 millions de dollars pour une saison et une année d'option. Farnsworth se voit confier la balle dans 63 parties des Rays en 2011 et réussit 25 sauvetages, un sommet pour lui en carrière. Sa moyenne de points mérités est brillante à 2,18 en 57 manches et deux tiers lancées et il remporte cinq victoires contre une seule défaite. Il n'a pas l'occasion de lancer en séries éliminatoires, Tampa Bay étant déclassé par les Rangers du Texas en quatre parties de Série de divisions de la Ligue américaine.
Sa saison 2012 est à oublier avec une moyenne de points mérités de 4,00 en seulement 27 manches lancées lors de 34 matchs des Rays, au cours desquels il ne remporte qu'une victoire et subit 6 défaites.
Il amorce 2013 à Tampa Bay et malgré deux victoires sa moyenne se chiffre à 5,76 après 39 matchs et 29 manches et deux tiers de travail.

### Pirates de Pittsburgh
Libéré en août 2013 par les Rays de Tampa Bay, Farnsworth se trouve du travail chez les Pirates de Pittsburgh, où il complète l'année en n'accordant qu'un point mérité en 8 manches et deux tiers lancées en 9 matchs, pour une moyenne de 1,04. Il complète 2013 avec une fiche de 3-1 et une moyenne de 4,70 en 38 manches et un tiers lancées lors de 48 sorties pour les Rays et les Pirates.

### Mets de New York
Le 3 février 2014, le vétéran de 15 saisons signe un contrat des ligues mineures avec les Mets de New York. Il est retranché de l'effectif le 23 mars suivant, à une semaine du début de la saison régulière, mais les Mets le rengagent trois jours plus tard et l'assignent aux mineures, une action qui leur permet d'économiser 100 000 dollars. Farnsworth est assigné au club de Las Vegas dans les ligues mineures mais n'a même pas le temps d'y jouer. Il est rapidement appelé par les Mets pour remplacer Bobby Parnell, blessé. En 19 sorties pour New York et 17 manches lancées, Farnsworth montre une moyenne de points mérités de 3,18 mais 3 défaites. La tentative d'en faire le stoppeur tôt dans la saison avorte, et il est libéré par les Mets le 16 mai.

### Astros de Houston
Le 17 mai 2014, Kyle Farnsworth rejoint les Astros de Houston. Il lance 11 manches et deux tiers en 16 sorties pour Houston et est libéré le 27 juin suivant alors que sa moyenne de points mérités chez les Astros se chiffre à 6,17.